# Théophile Raynaud

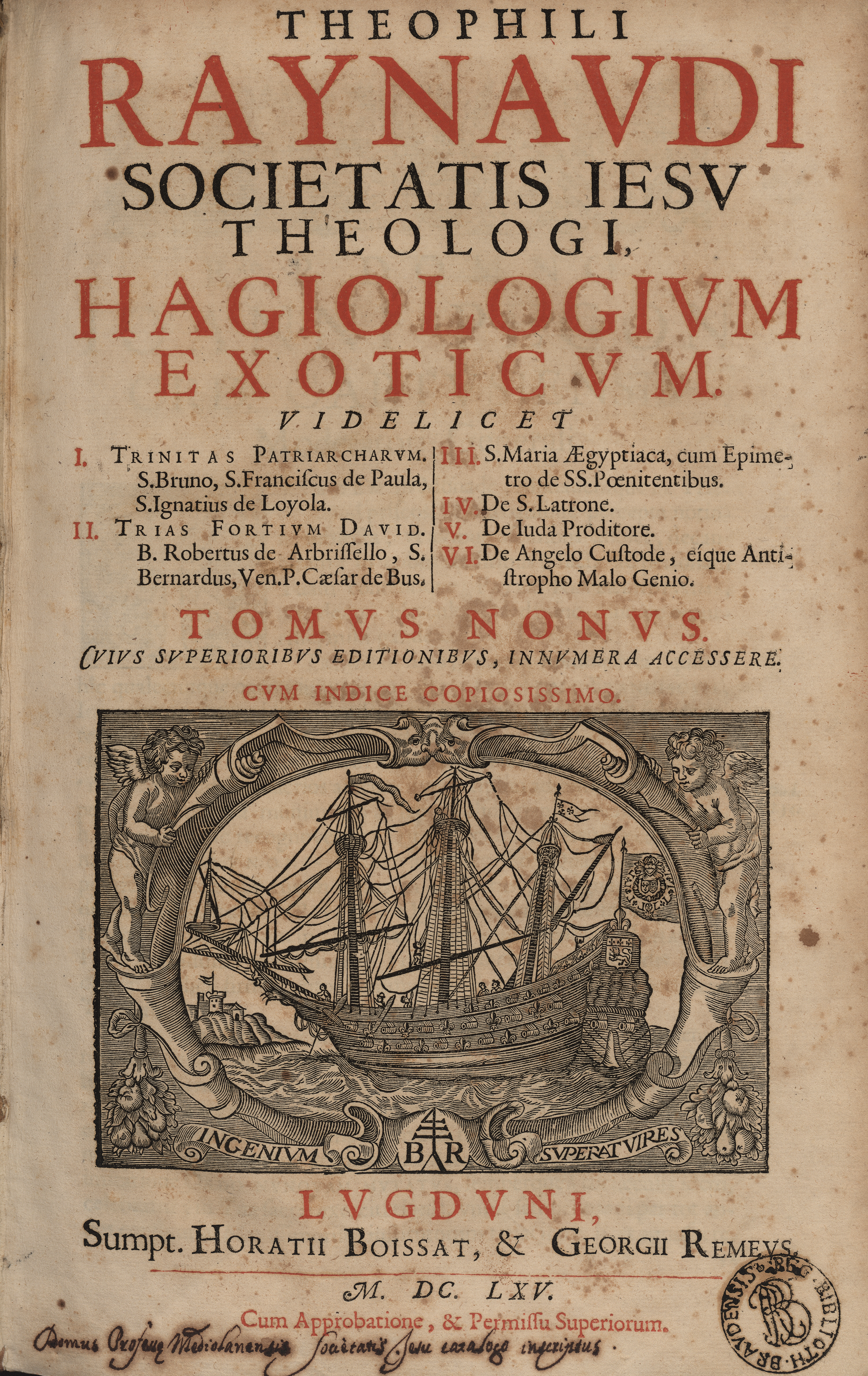
Hagiologium exoticum

Théophile Raynaud născut la Sospello (Sospel în franceză), în comitatul Nice, la 15 noiembrie 1583, și mort la Lyon la 31 octombrie 1663, este un iezuit, autor al mai multor lucrări teologice în limba latină.

## Carieră
El a intrat în iezuiți la Avignon la 24 noiembrie 1602. A fost hirotonit preot la Lyon în 1612 și și-a făcut juramintele la 1 ianuarie 1619. 
Predă gramatică și litere clasice la Avignon, teologie, filozofie (1613-1619) și teologie scolastică (1619-1627) la Lyon, unde este și doi ani prefect de studii. Apoi a predat Sfintele Scripturi la Colegiul iezuit din Roma (1647-1651). 
La Roma a devenit delegatul provinciei sale la IX-a Congregație generală a ordinului său (1649-1650).

## Opere
Trei din tratatele sale au fost cenzurate de Inchiziție :
- de Martyrio per pestem (Martiriul prin ciuma)
- de Communione pro mortuis (Împărtășanie pentru morți)
- de Confixione Librorum (Compoziția Cărților)

El le poate reedita după ce le-a corectat.
Lucrările sale complete au apărut la Lyon în 1665 în 19 volume, la care s-a adăugat în Cracovia, în 1669, un al 20-lea volum intitulat Apopompæus (literalmente „țap ispășitor”) conținând părți pe care le exclsdese.
Foarte apreciat de Guy Patin, a fost un dușman al Jansenistilor și al Ordinului domicican.

## Liens externes
- italiană {{{1}}} Théophile Raynaud în Arhivele Istorice ale Universității Gregoriene

1. ↑  Autoritatea BnF, accesat în 10 octombrie 2015